# Stazione di Manzano
Stazione di Manzano vasútállomás Olaszországban, Manzano településen.

## Vasútvonalak
Az állomást az alábbi vasútvonalak érintik:
- Udine–Trieszt-vasútvonal

## Kapcsolódó állomások
A vasútállomáshoz az alábbi állomások vannak a legközelebb:
- Stazione di Buttrio
- Stazione di San Giovanni al Natisone